# Ludo (álbum)
Ludo es un disco de Ivor Cutler, que salió a la venta en 1967. Está interpretado por el 'Trío Ivor Cutler', formado por Cutler, el bajista Gill Lyons y el percusionista Trevor Tompkins. El productor del LP fue George Martin, famoso por su producción de los Beatles. La participación de George Martin en el disco de Cutler se dio tras conocerse ambos con la aparición de Ivor Cutler en la película Magical Mystery Tour de los Beatles, que fue grabada unos meses antes del lanzamiento del disco. El título del álbum hace referencia a un juego de mesa llamado Ludo, original de Inglaterra. La música está inspirada en un jazz tradicional con aspectos de boogie-woogie, y fue comparado con el programa radiofónico de humor The Goon Show. Cuatro de las canciones del disco son pequeñas historias recitadas, algunas de ellas acompañadas por el harmonium de Cutler.

## Canciones
(todas las canciones por Ivor Cutler)
1. "Mud" – 1:03
2. "A Great Grey Grasshopper" – 2:21
3. "Darling, Will You Marry Me Twice" – 0:53
4. "A Still, Small Fly" – 1:12
5. "Deedle, Deedly, I Pass" – 1:47
6. "I Had a Little Boat" – 2:03
7. "Cockadoodledon't" – 1:11
8. "Shoplifters" – 2:18
9. "Mary's Drawer" – 3:34
10. "I'm Happy" – 0:39
11. "I'm Going in a Field" – 2:09
12. "Go on, Jump!" – 0:49
13. "Flim Flam Flum" – 2:06
14. "Good Morning! How Are You? Shut Up!" – 1:26
15. "Last Song" – 2:02
16. "A Suck of My Thumb" – 2:25
17. "The Shapely Balloon" – 4:04